# Lastras de Cuéllar
Lastras de Cuéllar er en by og kommune i det centrale Spanien i provinsen Segovia. Den har et indbyggertal på 307 (2024) indbyggere.